# 숏텀 12
《숏텀 12》(Short Term 12)는 2013년 미국 드라마 영화이다. 브리 라슨 등이 주연으로 출연하였다.

## 출연

### 주연
- 브리 라슨
- 존 갤러거 주니어
- 케이틀린 디버

### 조연
- 스테파니 비트리즈
- 라미 말렉
- 알렉스 캘러웨이
- 케빈 헤르난데즈
- 리디아 뒤 보
- 키스 스탠필드
- 프랜츠 터너
- 다이아나 마리아 리바
- 해롤드 캐넌
- 실비아 큐리엘
- 멜로라 월터스

## 기타
- 배역: 리츠 델리아